# Robin Clark
Robin Clark, de son vrai nom Tobias Hartmann (né le 6 avril 1982), est un producteur et disc jockey allemand de hardstyle. Il est sous contrat avec le label Steel Records de Sam Punk et s'est également produit sous les alias Coakz, Bazzface, John Tox et RC Project. Hartmann produit aussi des chansons et des remixes dans le genre electro house sous l'alias Agoric, qui sont publiés sur le label numérique XXR MUSIC.

## Biographie
Hartmann joue de la batterie et du clavier depuis son enfance. Il achète ses premières platines en 2001 et donne ses premiers grands concerts en 2002. Depuis 2004, il fait partie intégrante de la webradio Techno4ever avec son émission hebdomadaire Hardbeats. Hartmann produit ses propres morceaux depuis 2004. Son premier single sort en 2005 sous l'alias Bazzface. En 2006, son premier single sort sous le nom de Robin Clark. En 2007, le sampler Hardbeatz Vol. 9 sort en collaboration avec Sam Punk, sur lequel on trouve quelques morceaux sous les autres alias de Hartmann. Depuis 2010, Hartmann travaille comme A&R Manager sur le nouveau netlabel de Sam Punk, Hardbeats Digital Records. En septembre 2010, Hartmann atteint le top 11 de la Defqon.1 Producers Competition.
Hartmann obtient son Bachelor of Arts Social Work in Humanistic Ressources (BA SA) à l'université de Vechta en septembre 2010. Depuis 2019, Robin Clark est le manager du label Blackbox Digital, un sous-label de Gearbox Digital. Depuis 2021, Blackbox Digital est un label discographique indépendant, qui dépend d'Alpha Music Company. Au total, plus de 70 artistes ont publié leurs chansons sur le label. Outre Blackbox Digital, Infected Section Records fait désormais partie du portefeuille de Robin Clark. 

## Discographie

### Singles

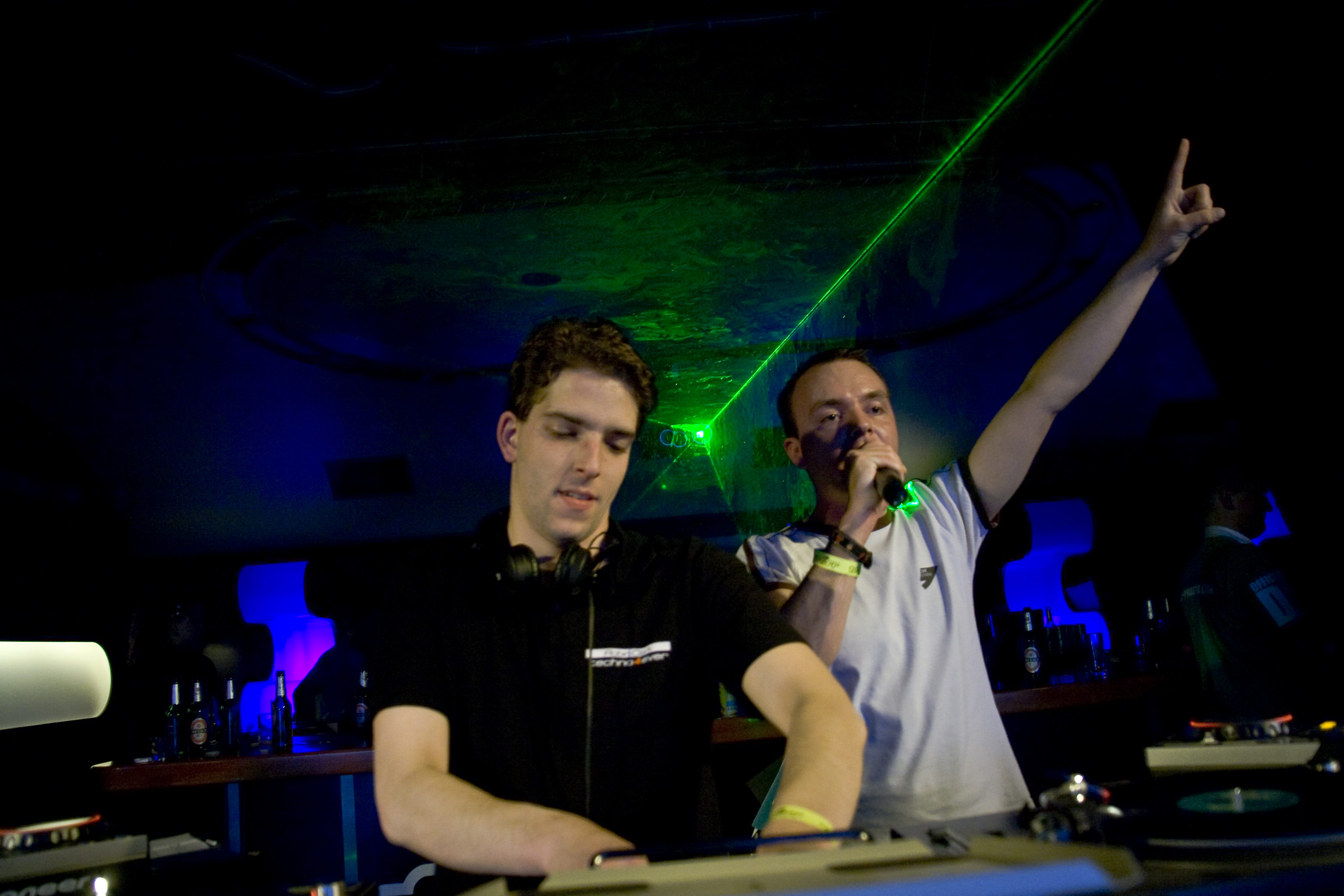
Robin Clark en live au Techno4ever.net Birthday Rave 2008.

- 2006 : Robin Clark – No One Knows (The Phuture)
- 2007 : Robin Clark – F.T.T.O.
- 2010 : Robin Clark – Next Level EP
- 2010 : Robin Clark – Level 2 EP
- 2010 : Robin Clark & Sam Punk – I Like / Freeway
- 2010 : Robin Clark & Sam Punk – Save Us / CYB
- 2010 : Robin Clark – 2 Da Klub
- 2012 : Agoric – Go
- 2012 : Agoric feat. Stephey – Without You
- 2012 : Agoric – My Feelings
- 2013 : Agoric meets Ben West – WhazzUp?! (Free Release)
- 2013 : Agoric – Molicious EP
- 2014 : Agoric – Sa-X
- 2021 : Robin Clark – Victorious
- 2021 : Hunta & Robin Clark – With You
- 2021 : Robin Clark – Fade Away
- 2021 : Villagerz & Robin Clark – Ride
- 2022 : Robin Clark – Calling
- 2022 : Alphachoice & Robin Clark – Become Reality
- 2022 : Skully & Loudar & Alphachoice feat. Examind & Robin Clark – We Never Fall
- 2023 : Examind & Robin Clark – Perfect Storm
- 2023 : Examind & Robin Clark - Love or Die

### Remixes
- 2005 : The Lyricalteaser – 2 Hardcore Eyes (Robin Clarks Hardclub Remix)
- 2005 : Wheels of Steel – Chemical Overdose (Robin Clark Remix)
- 2005 : Sonic Ti – In My Head (Robin Clark Remix)
- 2006 : Sam Punk – Drugstore Cowboy (Robin Clark Remix)
- 2006 : Sam Punk – L.S.D. Jesus / El Commandante – El Commandante (Robin Clark Remix)
- 2007 : D-Style – Gone (Robin Clark Rmx)
- 2007 : Sam Punk and Weichei pres. Kanakk Attakk – Marijuana (Robin Clarkz Jump Mix)
- 2007 : Stylez meets Tonteufel – Third Strike (Robin Clarkz Bazz Mix)
- 2007 : Bazzpitchers – We Are One (Robin Clark Rmx)
- 2008 : Doom Jay Chrizz – Lost in Space (Robin Clark Rmx)
- 2009 : RobKay & Snooky – Carry on (Wayward Son) (Robin Clark Remix)
- 2010 : Sam Punk pres. Ricardo DJ – Badboy  (Robin Clark Remix)
- 2010 : Sam Punk pres. Ricardo DJ – Wanna Be on XTC (Robin Clark Remix)
- 2010 : Sam Punk pres. The Instructor – Set Me Free (Robin Clark Remix)
- 2010 : Sam Punk – Ketamine (Robin Clark Remix)
- 2010 : Scoon & Delore vs. Future Breeze – Temple of Dreams (Robin Clark Remix), publié dans la compilation Hardbass - Chapter 21 (1er en Allemagne, 15e en Suisse[4])

- 2011 : Crucial Value – Convention of the Harder Style (Robin Clark Remix)
- 2012 : Mike Molossa meets Wavepuntcher – Celebrate Your Chance (Robin Clark Remix)
- 2012 : Ben West – 4 Electronic Love (Agoric Remix)
- 2012 : Ben West – Clubstyle Party (Agoric Remix)
- 2013 : E-Partment – U Sure Do (Agoric Remix)
- 2017 : Kapkano – Symphony of Destruction (Robin Clark Remix)

### Productions
- 2005 : Bazzface – Move It
- 2007 : Sam Punk – Hardbazz is Back (produced by Robin Clark aka John Tox)

### DJ Mixes
- Hardbeatz Vol. 9 (Mixed by Robin Clark vs. Sam Punk & DJ Activator)